# Sandro Mani
Sandro Mani (* 2000) ist ein Schweizer Unihockeyspieler, der beim Nationalliga-A-Verein Chur Unihockey unter Vertrag steht.

## Karriere
Mani debütierte 2018 in der Nationalliga A für Chur Unihockey.